# Saison 2021-2022 du Borussia Dortmund
Maillots
Chronologie
Saison précédente Saison suivante
La saison 2021-2022 est la 113e saison du Borussia Dortmund depuis sa fondation en 1909 et la 46e saison du club en Bundesliga, la meilleure ligue allemande de football. Le Borussia Dortmund est impliqué dans 4 compétitions : la Bundesliga, la DFB Pokal, Ligue des Champions et la Ligue Europa.

## Transferts
| Nom                         | Nationalité | Poste     | Transfert              | Période         | Provenance/Destination | Division           |
| --------------------------- | ----------- | --------- | ---------------------- | --------------- | ---------------------- | ------------------ |
| Arrivées                    |             |           |                        |                 |                        |                    |
| Leonardo Balerdi            | Argentine   | Défenseur | Retour de prêt         | Mercato d'été   | Olympique de Marseille | Ligue 1            |
| Immanuel Pherai             | Pays-Bas    | Milieu    | Retour de prêt         | Mercato d'été   | PEC Zwolle             | Eredivisie         |
| Marius Wolf                 | Allemagne   | Attaquant | Retour de prêt         | Mercato d'été   | FC Cologne             | Bundesliga         |
| Soumaïla Coulibaly          | France      | Défenseur | Transfert (Libre)      | Mercato d'été   | Paris Saint-Germain    | Ligue 1            |
| Gregor Kobel                | Suisse      | Gardien   | Transfert (15 M€)      | Mercato d'été   | VfB Stuttgart          | Bundesliga         |
| Abdoulaye Kamara            | Guinée      | Milieu    | Transfert (Libre)      | Mercato d'été   | Paris Saint-Germain    | Ligue 1            |
| Donyell Malen               | Pays-Bas    | Attaquant | Transfert (30 M€)      | Mercato d'été   | PSV Eindhoven          | Eredivisie         |
| Marin Pongračić             | Croatie     | Défenseur | Prêt                   | Mercato d'été   | VfL Wolfsburg          | Bundesliga         |
| Dépenses totales : 45 M€    |             |           |                        |                 |                        |                    |
| Départs                     |             |           |                        |                 |                        |                    |
| Jeremy Toljan               | Allemagne   | Défenseur | Transfert (3.5 M€)     | Mercato d'été   | US Sassuolo            | Serie A            |
| Lukasz Piszczek             | Pologne     | Défenseur | Transfert (Libre)      | Mercato d'été   | LKS Goczalkowice       | 3 Liga             |
| Sergio Gómez                | Espagne     | Milieu    | Transfert (1.5 M€)     | Mercato d'été   | RSC Anderlecht         | Jupiler Pro League |
| Leonardo Balerdi            | Argentine   | Défenseur | Transfert (8 M€)       | Mercato d'été   | Olympique de Marseille | Ligue 1            |
| Jadon Sancho                | Angleterre  | Milieu    | Transfert (85 M€)      | Mercato d'été   | Manchester United      | Premier League     |
| Thomas Delaney              | Danemark    | Milieu    | Transfert (6 M€)       | Mercato d'été   | FC Séville             | Liga               |
| Tobias Raschl               | Allemagne   | Milieu    | Transfert (100 000 K€) | Mercato d'hiver | SpVgg Greuther Fürth   | 2. Bundesliga      |
| Ansgar Knauff               | Allemagne   | Attaquant | Prêt                   | Mercato d'hiver | Eintracht Francfort    | Bundesliga         |
| Recettes totales : 104,1 M€ |             |           |                        |                 |                        |                    |

## Maillots
| Domicile | Domicile (alt.) | Extérieur | Extérieur (alt.) | Domicile (LDC) | Domicile (LDC) (alt.) |

| Domicile | Domicile (alt.) | Extérieur | Extérieur (alt.) | Domicile (LDC) | Domicile (LDC) (alt.) |

## Équipe

### Effectif professionnel
Le tableau suivant liste l'effectif professionnel du Borussia Dortmund pour la saison 2021-2022.

## Préparation d'avant-saison
Le Borussia Dortmund débutent leur préparation durant le 13 août 2021. Ils débutent avec trois matchs dont FC Gießen, MSV Duisburg qui est malheureusement annuler dû au Covid des joueurs et VfL Bochum en Allemagne. Ensuite, ils se dirigent en Suisse pour aller affronter Athletic Bilbao dans le stade Kybunpark. En cours du championnat, ils sont affrontés le Bologne FC et SC Paderborn en match amicaux. Pour terminer, le Borussia Dortmund a affronté le Dynamo Kiev dans le Global Tour for Peace pour soutenir l'Ukraine durant la guerre contre la Russie.

## Compétitions
| Bundesliga         | DFB Pokal                                 | DFL Supercup                              | Ligue des Champions | Ligue Europa                                    |
| ------------------ | ----------------------------------------- | ----------------------------------------- | ------------------- | ----------------------------------------------- |
| 2e place 69 points | 16e Finale contre le FC St. Pauli (2 - 1) | Finaliste contre le Bayern Munich (1 - 3) | Phase des Groupes   | Barrages contre le Rangers FC (2 - 4) - (2 - 2) |
| 22V 3N 9D          | 2V 0N 1D                                  | 0V 0N 1D                                  | 3V 0N 3D            | 0V 1N 1D                                        |
| TOTAL: 27V 4N 15D  |                                           |                                           |                     |                                                 |

### Bundesliga

#### Classement
| Rang | Équipe                 | Pts | J  | G  | N | P  | Bp | Bc | Diff | Qualification ou relégation                                      |
| ---- | ---------------------- | --- | -- | -- | - | -- | -- | -- | ---- | ---------------------------------------------------------------- |
| 1    | Bayern Munich Ch T (C) | 77  | 34 | 24 | 5 | 5  | 97 | 37 | +60  | Qualification pour la phase de groupes de la Ligue des champions |
| 2    | Borussia Dortmund      | 69  | 34 | 22 | 3 | 9  | 85 | 52 | +33  | Qualification pour la phase de groupes de la Ligue des champions |
| 3    | Bayer 04 Leverkusen    | 64  | 34 | 19 | 7 | 8  | 80 | 47 | +33  | Qualification pour la phase de groupes de la Ligue des champions |
| 4    | RB Leipzig             | 58  | 34 | 17 | 7 | 10 | 72 | 37 | +35  | Qualification pour la phase de groupes de la Ligue des champions |
| 5    | 1. FC Union Berlin     | 57  | 34 | 16 | 9 | 9  | 50 | 44 | +6   | Qualification pour la phase de groupes de la Ligue Europa        |

1. ↑  Depuis la victoire en DFB Pokal 2021-2022, RB Leipzig est qualifié pour la Ligue des Champions par leur position en championnat, la phase des groupes de la Ligue Europa est passée pour l'équipe à la sixième place et les barrages de relégation de la Ligue Europa Conférence est passé pour l'équipe à la septième place.

#### Évolution du classement et des résultats
| Journée  | 1  | 2  | 3  | 4  | 5  | 6  | 7  | 8  | 9  | 10 | 11 | 12 | 13 | 14 | 15 | 16 | 17 | 18 | 19 | 20 | 21 | 22 | 23 | 24 | 25 | 26 | 27 | 28 | 29 | 30 | 31 | 32 | 33 | 34 |
| -------- | -- | -- | -- | -- | -- | -- | -- | -- | -- | -- | -- | -- | -- | -- | -- | -- | -- | -- | -- | -- | -- | -- | -- | -- | -- | -- | -- | -- | -- | -- | -- | -- | -- | -- |
| Résultat | V  | D  | V  | V  | V  | D  | V  | V  | V  | V  | D  | V  | V  | D  | N  | V  | D  | V  | V  | V  | D  | V  | V  | N  | V  | V  | N  | D  | V  | V  | D  | D  | V  | V  |
| Rang     | 3e | 7e | 5e | 3e | 3e | 4e | 3e | 2e | 2e | 2e | 2e | 2e | 2e | 2e | 2e | 2e | 2e | 2e | 2e | 2e | 2e | 2e | 2e | 2e | 2e | 2e | 2e | 2e | 2e | 2e | 2e | 2e | 2e | 2e |

### Ligue des Champions

#### Parcours en Ligue des Champions
| Rang | Équipe            | Pts | J | G | N | P | Bp | Bc | Diff |  | Résultats (▼ dom., ► ext.) |     |     |     |     |
| ---- | ----------------- | --- | - | - | - | - | -- | -- | ---- |  | -------------------------- | --- | --- | --- | --- |
| 1    | Ajax Amsterdam    | 18  | 6 | 6 | 0 | 0 | 20 | 5  | +15  |  | Ajax Amsterdam             |     | 4-2 | 4-0 | 2-0 |
| 2    | Sporting CP       | 9   | 6 | 3 | 0 | 3 | 14 | 12 | +2   |  | Sporting CP                | 1-5 |     | 3-1 | 4-0 |
| 3    | Borussia Dortmund | 9   | 6 | 3 | 0 | 3 | 10 | 11 | -1   |  | Borussia Dortmund          | 1-3 | 1-0 |     | 5-0 |
| 4    | Beşiktaş JK       | 0   | 6 | 0 | 0 | 6 | 3  | 19 | -16  |  | Beşiktaş JK                | 1-2 | 1-4 | 1-2 |     |

## Compositions de l'équipe

### Première Partie
| Match                                           | Joueurs titulaires | Joueurs entrés en cours de jeu                                          |                                                    | Match | Joueurs titulaires                                                 | Joueurs entrés en cours de jeu |
| ----------------------------------------------- | --- | ----------------------------------------------------------------------- | -------------------------------------------------- | --- | ------------------------------------------------------------------ | ------------------------------ |
| Borussia Dortmund - Eintracht Francfort 4-2-3-1 | Kobel Passlack - Akanji - Witsel (78e) - Schulz Bellingham (73e) - Dahoud Reyna (86e) - Reus (87e) - Hazard (73e) Haaland   | Malen (73e) Delaney (73e) Papadopoulos (78e) Tigges (86e) Moukoko (87e) | SC Fribourg - Borussia Dortmund 4-1-2-1-2          | Kobel Passlack (79e) - Witsel (80e) - Akanji - Schulz (38e) Dahoud Bellingham - Reyna (70e) Reus Malen (79e) - Haaland              | Guerreiro (38e) Brandt (70e) Can (79e) Moukoko (79e) Hummels (80e) |                                |
|                                                 | |                                                                         |                                                    | |                                                                    |                                |
| Borussia Dortmund - TSG Hoffenheim 4-1-2-1-2    | Kobel Meunier - Witsel - Akanji - Guerreiro (84e) Dahoud Bellingham (72e) - Reyna (63e) Reus Haaland - Malen (84e)          | Brandt (63e) Wolf (72e) Passlack (84e) Moukoko (84e)                    | Bayer Leverkusen - Borussia Dortmund 4-3-2-1       | Kobel Meunier - Pongračić (83e) - Akanji - Guerreiro Bellingham (89e) - Witsel (65e) - Dahoud Brandt - Reus Haaland                 | Malen (65e) Hummels (83e) Wolf (89e)                               |                                |
|                                                 | |                                                                         |                                                    | |                                                                    |                                |
| Borussia Dortmund - Union Berlin 4-3-3          | Kobel Meunier - Akanji - Hummels (89e) - Guerreiro Bellingham - Witsel - Dahoud (84e) Reus (89e) - Haaland - Malen (73e)    | Wolf (73e) Hazard (84e) Pongračić (89e) Moukoko (89e)                   | Borussia Mönchengladbach - Borussia Dortmund 3-5-2 | Kobel Pongračić (46e) - Hummels - Akanji Meunier (82e) - Bellingham - Witsel - Dahoud - Guerreiro (82e) Moukoko (57e) - Malen (82e) | Hazard (46e) Knauff (57e) Schulz (82e) Reinier (82e) Wolf (82e)    |                                |
|                                                 | |                                                                         |                                                    | |                                                                    |                                |
| Borussia Dortmund - FC Augsbourg 4-2-3-1        | Kobel Meunier (52e) - Akanji - Hummels (66e) - Guerreiro Bellingham - Witsel (66e) Brandt - Reus - Wolf (72e) Malen (72e)   | Hazard (52e) Pongračić (66e) Can (66e) Reinier (72e) Schulz (72e)       | Borussia Dortmund - FSV Mayence 4-3-3              | Kobel Meunier - Akanji - Hummels (66e) - Guerreiro Brandt (78e) - Can (84e) - Bellingham Reus (84e) - Haaland - Malen (66e)         | Hazard (66e) Pongračić (66e) Wolf (78e) Witsel (84e) Reinier (84e) |                                |
|                                                 | |                                                                         |                                                    | |                                                                    |                                |
| Arminia Bielefeld - Borussia Dortmund 3-4-2-1   | Kobel (46e) Akanji - Pongračić - Hummels (88e) Wolf - Can (76e) - Bellingham - Hazard Brandt (76e) - Reus (84e) Malen (66e) | Hitz (46e) Tigges (76e) Witsel (76e) Reinier (76e) Maloney (88e)        | Borussia Dortmund - FC Cologne 3-4-2-1             | Kobel Akanji - Hummels - Pongračić (58e) Meunier - Bellingham - Witsel - Wolf (69e) Brandt (87e) - Reus Hazard (58e)                | Malen (58e) Tigges (58e) Passlack (69e) Knauff (87e)               |                                |
|                                                 | |                                                                         |                                                    | |                                                                    |                                |
| RB Leipzig - Borussia Dortmund 3-5-2            | Kobel Pongračić (46e) - Hummels - Akanji Meunier - Bellingham - Witsel (86e) - Brandt (82e) - Hazard Malen (71e) - Reus     | Knauff (46e) Moukoko (71e) Reinier (82e) Zagadou (86e)                  | Borussia Dortmund - VfB Stuttgart 4-3-3            | Kobel Meunier - Akanji - Hummels - Guerreiro (65e) Brandt (75e) - Witsel - Bellingham Reus - Malen (89e) - Hazard                   | Can (65e) Tigges (75e) Knauff (89e)                                |                                |
|                                                 | |                                                                         |                                                    | |                                                                    |                                |
| VfL Wolfsbourg - Borussia Dortmund 4-2-3-1      | Kobel Meunier - Akanji - Hummels - Schulz (85e) Can (85e) - Dahoud Wolf (62e) - Reus - Brandt Malen (73e)                   | Knauff (62e) Haaland (73e) Zagadou (85e) Witsel (85e)                   | Borussia Dortmund - Bayern Munich 4-1-2-1-2        | Kobel Meunier - Witsel - Akanji - Guerreiro (82e) Can Brandt (69e) - Bellingham Dahoud (60e) Haaland (82e) - Reus                   | Malen (60e) Wolf (69e) Schulz (82e) Tigges (82e)                   |                                |
|                                                 | |                                                                         |                                                    | |                                                                    |                                |
| VfL Bochum - Borussia Dortmund 4-2-3-1          | Kobel Meunier - Hummels - Zagadou - Schulz Can - Dahoud (68e) Bellingham - Reus - Wolf (68e) Haaland                        | Brandt (68e) Hazard (68e)                                               | Borussia Dortmund - Greuther Fürth 4-2-3-1         | Kobel Meunier - Hummels - Zagadou - Schulz Witsel - Bellingham (46e) Brandt (90e) - Reus (75e) - Hazard (74e) Haaland (83e)         | Dahoud (46e) Malen (74e) Can (75e) Tigges (83e) Reinier (90e)      |                                |
|                                                 | |                                                                         |                                                    | |                                                                    |                                |

### Seconde Partie
| Match                                      | Joueurs titulaires | Joueurs entrés en cours de jeu                                              |                                                      | Match | Joueurs titulaires                                                   | Joueurs entrés en cours de jeu |
| ------------------------------------------ | --- | --------------------------------------------------------------------------- | ---------------------------------------------------- | --- | -------------------------------------------------------------------- | ------------------------------ |
| VfL Wolfsbourg - Borussia Dortmund 4-2-3-1 | Hitz Meunier (71e) - Witsel (71e) - Pongračić - Schulz (71e) Can - Dahoud Brandt (81e) - Reus (59e) - Malen Haaland               | Hazard (59e) Wolf (71e) Guerreiro (71e) Zagadou (71e) Tigges (81e)          | Eintracht Francfort - Borussia Dortmund 4-3-3        | Kobel Meunier - Can - Hummels - Guerreiro Brandt (65e) - Dahoud - Bellingham Malen - Haaland - Reus (90e)                 | Hazard (65e) Witsel (90e)                                            |                                |
|                                            | |                                                                             |                                                      | |                                                                      |                                |
| TSG Hoffenheim - Borussia Dortmund 4-3-3   | Kobel Wolf (56e) - Akanji (84e) - Hummels - Guerreiro Brandt (56e) - Dahoud - Bellingham Reus - Haaland (63e) - Malen (83e)       | Hazard (56e) Witsel (63e) Zagadou (56e) Moukoko (83e) Pongračić (84e)       | Borussia Dortmund - Bayer Leverkusen 4-3-3           | Kobel Meunier (46e) - Akanji - Zagadou - Guerreiro Brandt - Dahoud - Bellingham Reus (85e) - Malen (79e) - Hazard (60e)   | Wolf (46e) Reyna (60e) Moukoko (79e) Tigges (85e)                    |                                |
|                                            | |                                                                             |                                                      | |                                                                      |                                |
| Union Berlin - Borussia Dortmund 4-2-3-1   | Kobel Meunier - Hummels - Zagadou - Guerreiro (90e) Dahoud (72e) - Witsel Brandt (90e) - Reus (90e) - Bellingham Malen (81e)      | Can (72e) Moukoko (81e) Schulz (90e) Tigges (90e) Reinier (90e)             | Borussia Dortmund - Borussia Mönchengladbach 4-2-3-1 | Kobel Can - Hummels - Zagadou (42e) - Guerreiro (67e) Dahoud - Bellingham Reyna (30e) - Reus - Hazard (68e) Malen (68e)   | Brandt (30e) Pongračić (42e) Schulz (67e) Wolf (68e) Moukoko (68e)   |                                |
|                                            | |                                                                             |                                                      | |                                                                      |                                |
| FC Augsbourg - Borussia Dortmund 3-5-1-1   | Kobel Can - Hummels - Pongračić Hazard - Dahoud (81e) - Witsel - Bellingham - Guerreiro Brandt (68e) Malen (68e)                  | Wolf (68e) Moukoko (68e) Reinier (81e)                                      | Borussia Dortmund - Arminia Bielefeld 4-2-3-1        | Kobel Passlack (85e) - Can - Pongračić - Schulz Dahoud - Witsel Wolf (70e) - Hazard (63e) - Bellingham Malen (62e)        | Haaland (62e) Reyna (63e) Brandt (70e) Maloney (85e)                 |                                |
|                                            | |                                                                             |                                                      | |                                                                      |                                |
| FSV Mayence - Arminia Bielefeld 4-2-3-1    | Kobel Passlack - Can - Pongračić - Schulz Dahoud (69e) - Witsel Wolf (57e) - Bellingham - Hazard Malen (69e)                      | Haaland (57e) Brandt (69e) Reyna (69e)                                      | FC Cologne - Borussia Dortmund 4-2-3-1               | Kobel Passlack (46e) - Can - Akanji - Guerreiro (66e) Reyna - Witsel Wolf (87e) - Bellingham - Hazard (81e) Haaland (87e) | Hummels (46e) Brandt (66e) Malen (81e) Pongračić (87e) Reinier (87e) |                                |
|                                            | |                                                                             |                                                      | |                                                                      |                                |
| Borussia Dortmund - RB Leipzig 4-2-3-1     | Kobel Can - Hummels - Akanji - Guerreiro Witsel (61e) - Bellingham Wolf (61e) - Reus (74e) - Hazard (74e) Haaland                 | Dahoud (61e) Malen (61e) Brandt (74e) Reyna (74e)                           | VfB Stuttgart - Borussia Dortmund 4-2-3-1            | Kobel Can - Hummels (46e) - Akanji - Guerreiro (75e) Bellingham - Dahoud (36e) Hazard - Reyna (6e) - Reus Haaland         | Brandt (6e) Witsel (36e) Zagadou (46e) Wolf (75e)                    |                                |
|                                            | |                                                                             |                                                      | |                                                                      |                                |
| Borussia Dortmund - VfL Wolfsbourg 4-2-3-1 | Kobel Can - Hummels - Akanji (65e) - Rothe (88e) Witsel (77e) - Bellingham Wolf (89e) - Reus - Brandt (65e) Haaland               | Pongračić (65e) Moukoko (65e) Reinier (77e) Bynoe-Gittens (88e) Semic (89e) | Borussia Dortmund - Bayern Munich 4-2-3-1            | Hitz Wolf (88e) - Hummels - Zagadou - Guerreiro Can - Bellingham Brandt - Reus - Reinier (67e) Haaland (87e)              | Bynoe-Gittens (67e) Moukoko (87e) Passlack (88e)                     |                                |
|                                            | |                                                                             |                                                      | |                                                                      |                                |
| Borussia Dortmund - VfL Bochum 4-2-3-1     | Hitz Wolf (84e) - Hummels - Zagadou - Guerreiro (84e) Witsel (87e) - Bellingham Brandt (87e) - Reus - Bynoe-Gittens (63e) Haaland | Passlack (63e) Rothe (84e) Reinier (84e) Papadopoulos (87e) Moukoko (87e)   | Greuther Fürth - Borussia Dortmund 3-4-2-1           | Hitz Can - Akanji - Zagadou Wolf (67e) - Witsel - Bellingham - Guerreiro (68e) Brandt - Reus (90e) Haaland (86e)          | Passlack (67e) Schulz (68e) Moukoko (86e) Pherai (90e)               |                                |
|                                            | |                                                                             |                                                      | |                                                                      |                                |
| Borussia Dortmund - Hertha Berlin 3-4-2-1  | Bürki Can (46e) - Akanji - Zagadou (82e) Wolf - Witsel (83e) - Bellingham - Guerreiro Brandt - Reus Haaland (90e)                 | Bynoe-Gittens (46e) Pongračić (82e) Moukoko (83e) Reinier (90e)             |                                                      | |                                                                      |                                |

## Statistiques

### Statistiques collectives
| Compétition         | Premier Match     | Dernier Match   | Débute au tour                 | Termine                        | Matches joués | Gagnés | Nuls | Perdus | Buts pour | Buts contre | Différence |
| ------------------- | ----------------- | --------------- | ------------------------------ | ------------------------------ | ------------- | ------ | ---- | ------ | --------- | ----------- | ---------- |
| Bundesliga          | 14 août 2021      | 14 mai 2022     | 1re journée                    | 2e                             | 34            | 22     | 3    | 9      | 85        | 52          | +33        |
| DFB Pokal           | 7 août 2021       | 18 janvier 2022 | 1re tour                       | 16e Finale                     | 3             | 2      | 0    | 1      | 6         | 2           | +4         |
| DFL Supercup        | 17 août 2021      | 17 août 2021    | Finale                         | Finaliste                      | 1             | 0      | 0    | 1      | 1         | 3           | -2         |
| Ligue des Champions | 15 septembre 2021 | 7 décembre 2021 | Phase des Groupes              | Phase des Groupes              | 6             | 3      | 0    | 3      | 10        | 11          | -1         |
| Ligue Europa        | 17 février 2022   | 24 février 2022 | Barrages de Phase Eliminatoire | Barrages de Phase Eliminatoire | 2             | 0      | 1    | 1      | 4         | 6           | -2         |
| Total               | -                 | -               | -                              | -                              | 46            | 27     | 4    | 15     | 106       | 74          | +32        |

### Statistiques individuelles

#### Discipline
Inclut uniquement les matches officiels. La liste est classée par numéro de maillot lorsque le total des cartons est égal.
| R     | No.   | Nat   | Position  | Joueurs               | Bundesliga | Bundesliga   | DFB Pokal | DFB Pokal    | DFL Supercup | DFL Supercup | Ligue des Champions | Ligue des Champions | Ligue Europa | Ligue Europa | Total  | Total        |
| R     | No.   | Nat   | Position  | Joueurs               | Averti     | Carton rouge | Averti    | Carton rouge | Averti       | Carton rouge | Averti              | Carton rouge        | Averti       | Carton rouge | Averti | Carton rouge |
| 1     | 22    |       | Milieu    | Jude Bellingham       | 8          | 0            | 0         | 0            | 0            | 0            | 1                   | 0                   | 1            | 0            | 10     | 0            |
| 2     | 8     |       | Milieu    | Mahmoud Dahoud        | 6          | 1            | 0         | 0            | 1            | 0            | 0                   | 0                   | 0            | 0            | 7      | 1            |
| 3     | 23    |       | Milieu    | Emre Can              | 5          | 0            | 0         | 0            | 0            | 0            | 1                   | 1                   | 0            | 0            | 6      | 1            |
| 3     | 24    |       | Défenseur | Thomas Meunier        | 4          | 0            | 1         | 0            | 0            | 0            | 1                   | 0                   | 0            | 0            | 6      | 0            |
| 5     | 15    |       | Défenseur | Mats Hummels          | 4          | 0            | 0         | 0            | 0            | 0            | 1                   | 1                   | 0            | 0            | 5      | 1            |
| 5     | 28    |       | Milieu    | Axel Witsel           | 4          | 0            | 0         | 0            | 0            | 0            | 1                   | 0                   | 0            | 0            | 5      | 0            |
| 7     | 11    |       | Milieu    | Marco Reus            | 2          | 0            | 0         | 0            | 1            | 0            | 1                   | 0                   | 0            | 0            | 4      | 0            |
| 7     | 14    |       | Défenseur | Nico Schulz           | 2          | 0            | 1         | 0            | 0            | 0            | 0                   | 0                   | 1            | 0            | 4      | 0            |
| 7     | 39    |       | Milieu    | Marius Wolf           | 4          | 0            | 0         | 0            | 0            | 0            | 0                   | 0                   | 0            | 0            | 4      | 0            |
| 7     | 44    |       | Défenseur | Dan-Axel Zagadou      | 2          | 0            | 0         | 0            | 0            | 0            | 1                   | 0                   | 1            | 0            | 4      | 0            |
| 11    | 9     |       | Attaquant | Erling Haaland        | 3          | 0            | 0         | 0            | 0            | 0            | 0                   | 0                   | 0            | 0            | 3      | 0            |
| 11    | 16    |       | Défenseur | Manuel Akanji         | 3          | 0            | 0         | 0            | 0            | 0            | 0                   | 0                   | 0            | 0            | 3      | 0            |
| 11    | 19    |       | Milieu    | Julian Brandt         | 3          | 0            | 0         | 0            | 0            | 0            | 0                   | 0                   | 0            | 0            | 3      | 0            |
| 11    | 34    |       | Défenseur | Marin Pongračić       | 3          | 0            | 0         | 0            | 0            | 0            | 0                   | 0                   | 0            | 0            | 3      | 0            |
| 15    | 10    |       | Attaquant | Thorgan Hazard        | 2          | 0            | 0         | 0            | 0            | 0            | 0                   | 0                   | 0            | 0            | 2      | 0            |
| 15    | 18    |       | Attaquant | Youssoufa Moukoko     | 1          | 0            | 0         | 0            | 0            | 0            | 1                   | 0                   | 0            | 0            | 2      | 0            |
| 15    | 21    |       | Attaquant | Donyell Malen         | 2          | 0            | 0         | 0            | 0            | 0            | 0                   | 0                   | 0            | 0            | 2      | 0            |
| 18    | 13    |       | Défenseur | Raphaël Guerreiro     | 1          | 0            | 0         | 0            | 0            | 0            | 0                   | 0                   | 0            | 0            | 1      | 0            |
| 18    | 36    |       | Défenseur | Tom Rothe             | 1          | 0            | 0         | 0            | 0            | 0            | 0                   | 0                   | 0            | 0            | 1      | 0            |
| 18    | 47    |       | Milieu    | Antonios Papadopoulos | 1          | 0            | 0         | 0            | 0            | 0            | 0                   | 0                   | 0            | 0            | 1      | 0            |
| 18    | -     |       | Milieu    | Ansgar Knauff1        | 0          | 0            | 0         | 0            | 0            | 0            | 1                   | 0                   | 0            | 0            | 1      | 0            |
| Total | Total | Total | Total     | Total                 | 62         | 1            | 3         | 0            | 2            | 0            | 8                   | 2                   | 3            | 1            | 78     | 3            |

1 Joueur ayant quitté durant la saison.

#### Buteurs
Inclut uniquement les matches officiels. La liste est classée par numéro de maillot lorsque le total de buts est égal.
| R.          | N.          | Nat.        | Position    | Joueurs           | Bundesliga | DFB Pokal | DFL Supercup | Ligue des Champions | Ligue Europa | Total |
| ----------- | ----------- | ----------- | ----------- | ----------------- | ---------- | --------- | ------------ | ------------------- | ------------ | ----- |
| 1           | 9           |             | Attaquant   | Erling Haaland    | 22         | 4         | 0            | 3                   | 0            | 29    |
| 2           | 11          |             | Attaquant   | Marco Reus        | 9          | 0         | 1            | 3                   | 0            | 13    |
| 3           | 19          |             | Milieu      | Julian Brandt     | 9          | 0         | 0            | 0                   | 0            | 9     |
| 3           | 21          |             | Attaquant   | Donyell Malen     | 5          | 0         | 0            | 3                   | 1            | 9     |
| 5           | 10          |             | Milieu      | Thorgan Hazard    | 4          | 2         | 0            | 0                   | 0            | 6     |
| 5           | 22          |             | Milieu      | Jude Bellingham   | 3          | 0         | 0            | 1                   | 2            | 6     |
| 7           | 13          |             | Défenseur   | Raphaël Guerreiro | 4          | 0         | 0            | 0                   | 1            | 5     |
| 7           | 23          |             | Milieu      | Emre Can          | 5          | 0         | 0            | 0                   | 0            | 5     |
| 9           | 27          |             | Attaquant   | Steffen Tigges    | 3          | 0         | 0            | 0                   | 0            | 3     |
| 9           | 39          |             | Milieu      | Marius Wolf       | 3          | 0         | 0            | 0                   | 0            | 3     |
| 11          | 7           |             | Milieu      | Giovanni Reyna    | 2          | 0         | 0            | 0                   | 0            | 2     |
| 11          | 8           |             | Milieu      | Mahmoud Dahoud    | 2          | 0         | 0            | 0                   | 0            | 2     |
| 11          | 18          |             | Attaquant   | Youssoufa Moukoko | 2          | 0         | 0            | 0                   | 0            | 2     |
| 11          | 24          |             | Défenseur   | Thomas Meunier    | 2          | 0         | 0            | 0                   | 0            | 2     |
| 11          | 28          |             | Milieu      | Axel Witsel       | 2          | 0         | 0            | 0                   | 0            | 2     |
| 16          | 15          |             | Défenseur   | Mats Hummels      | 1          | 0         | 0            | 0                   | 0            | 1     |
| 16          | 16          |             | Défenseur   | Manuel Akanji     | 1          | 0         | 0            | 0                   | 0            | 1     |
| 16          | 30          |             | Défenseur   | Felix Passlack    | 1          | 0         | 0            | 0                   | 0            | 1     |
| 16          | 36          |             | Défenseur   | Tom Rothe         | 1          | 0         | 0            | 0                   | 0            | 1     |
| Autres Buts | Autres Buts | Autres Buts | Autres Buts | Autres Buts       | 4          | 0         | 0            | 0                   | 0            | 4     |
| TOTAL       | TOTAL       | TOTAL       | TOTAL       | TOTAL             | 85         | 6         | 1            | 10                  | 4            | 106   |

#### Passeurs
Inclut uniquement les matches officiels. La liste est classée par numéro de maillot lorsque le total de passes est égal.
| R.    | N.    | Nat.  | Position  | Joueurs           | Bundesliga | DFL Supercup | DFB Pokal | Ligue des Champions | Ligue Europa | Total |
| ----- | ----- | ----- | --------- | ----------------- | ---------- | ------------ | --------- | ------------------- | ------------ | ----- |
| 1     | 11    |       | Attaquant | Marco Reus        | 12         | 0            | 1         | 1                   | 0            | 14    |
| 2     | 22    |       | Milieu    | Jude Bellingham   | 8          | 1            | 0         | 3                   | 1            | 13    |
| 3     | 19    |       | Milieu    | Julian Brandt     | 8          | 0            | 2         | 0                   | 0            | 10    |
| 4     | 9     |       | Attaquant | Erling Haaland    | 8          | 0            | 0         | 0                   | 0            | 8     |
| 5     | 8     |       | Milieu    | Mahmoud Dahoud    | 3          | 0            | 0         | 2                   | 0            | 5     |
| 5     | 24    |       | Défenseur | Thomas Meunier    | 4          | 0            | 0         | 1                   | 0            | 5     |
| 7     | 13    |       | Défenseur | Raphaël Guerreiro | 2          | 0            | 0         | 0                   | 1            | 3     |
| 7     | 14    |       | Défenseur | Nico Schulz       | 2          | 0            | 0         | 1                   | 0            | 3     |
| 7     | 21    |       | Attaquant | Donyell Malen     | 3          | 0            | 0         | 0                   | 0            | 3     |
| 10    | 15    |       | Défenseur | Mats Hummels      | 2          | 0            | 0         | 0                   | 0            | 2     |
| 11    | 7     |       | Milieu    | Giovanni Reyna    | 1          | 0            | 0         | 0                   | 0            | 1     |
| 11    | 10    |       | Milieu    | Thorgan Hazard    | 1          | 0            | 0         | 0                   | 0            | 1     |
| 11    | 23    |       | Milieu    | Emre Can          | 1          | 0            | 0         | 0                   | 0            | 1     |
| 11    | 39    |       | Milieu    | Marius Wolf       | 1          | 0            | 0         | 0                   | 0            | 1     |
| TOTAL | TOTAL | TOTAL | TOTAL     | TOTAL             | 56         | 1            | 3         | 8                   | 2            | 70    |

## Équipe de Réserve et Centre de formation

### Équipe de Réserve

#### Effectif de la saison
Le tableau suivant liste l'effectif de la réserve du Borussia Dortmund pour la saison 2021-2022.

### U19

#### Effectif de la saison
Le tableau suivant liste l'effectif U19 du Borussia Dortmund pour la saison 2021-2022.